# Найто, Ясухиро
Ясухиро Найто (яп. 内藤 泰弘 Найто: Ясухиро) (8 апреля 1967 года, Иокогама, префектура Канагава, Япония) — японский художник, создатель комиксов (мангака). Наиболее известной его работой является манга «Триган».

## Биография
Родился в 1967 году в Иокогаме. В начальной школе вместе с семьёй переехал в соседний город Йокосука, а высшую школу окончил уже в городе Сидзуока одноимённой соседней префектуры. После окончания школы вместе с семьёй вновь переехал, на сей раз в Токио, куда его отца перевели на новое место работы. В Токио через год он поступает в Housei University. После университета Ясухиро начал работать на компанию по продаже квартир Sekisui House, а параллельно в качестве хобби начал заниматься рисованием манги.
Добившись некоторого успеха, Ясухиро ушёл с работы, чтобы целиком и полностью посвятить себя созданию манги. В февральском выпуске журнала «Shonen Captain» 1995 года выходит первая глава Trigun, а ещё через два месяца новые главы начинают выходить регулярно.
Однако в 1997 году закрывается «Shonen Captain», и ставшего безработным мангаку приглашают работать в журнал «Young King Ours».
Когда Young King Ours предложили мне работать на них, они рассчитывали на новую историю, но мне жутко не хотелось оставлять Trigun незаконченным, что я им и ответил. Плюс я сильно привязался к истории, поэтому попросил их позволить мне завершить начатое. Кроме того, как раз начались разговоры о создании аниме, думаю, это также поспособствовало. В результате издатель отнесся ко мне с пониманием и разрешил рисовать дальше.
С 1998 года манга продолжает выходить, но уже под другим названием, «Триган Максимум» (яп. トライガンマキシマム Торайган Макисимаму). Она подхватила события через два года после «обрыва» оригинальной манги, а образовавшаяся «дыра» была закрыта главами, дописанными несколько позднее. Кроме того «Триган Максимум» отличается более серьёзной атмосферой, что, возможно, связано с более взрослой аудиторией другого журнала. Тем не менее сам Найто утверждает, что их ни в коем случае нельзя рассматривать в отрыве друг от друга. «Максимум» не сиквел и даже не продолжение «Триган», а часть одной и той же истории.

## Манга
- «Триган» (яп. トライガン Торайган), 1996)
- Sandy to Mayoi no Mori no Nakamatachi (Little Sandy with Monsters in the Megaforest, 1989)
- Call XXXX (manga, 1992)
- Samurai Spirits (яп. サムライスピリッツ Самурай супиритцу), 1995)
- Energy Breaker (яп. エナジーブレイカー Энадзи: бурэйка:), дизайн персонажей)
- Gungrave (яп. ガングレイヴ Ганрурэйв), дизайн персонажей и сюжет)
- Blood Blockade Battlefront (яп. 血界戦線 Кэккай сэйсэн), 2009)